# Belgrano (departement van Santa Fe)
Belgrano (Santa Fe) is een departement in de Argentijnse provincie Santa Fé. Het departement (Spaans:  departamento) heeft een oppervlakte van 2.386 km² en telt 41.449 inwoners.

## Plaatsen in departement Belgrano
- Armstrong
- Bouquet
- Las Parejas
- Las Rosas
- Montes de Oca
- Tortugas